# John Lehman

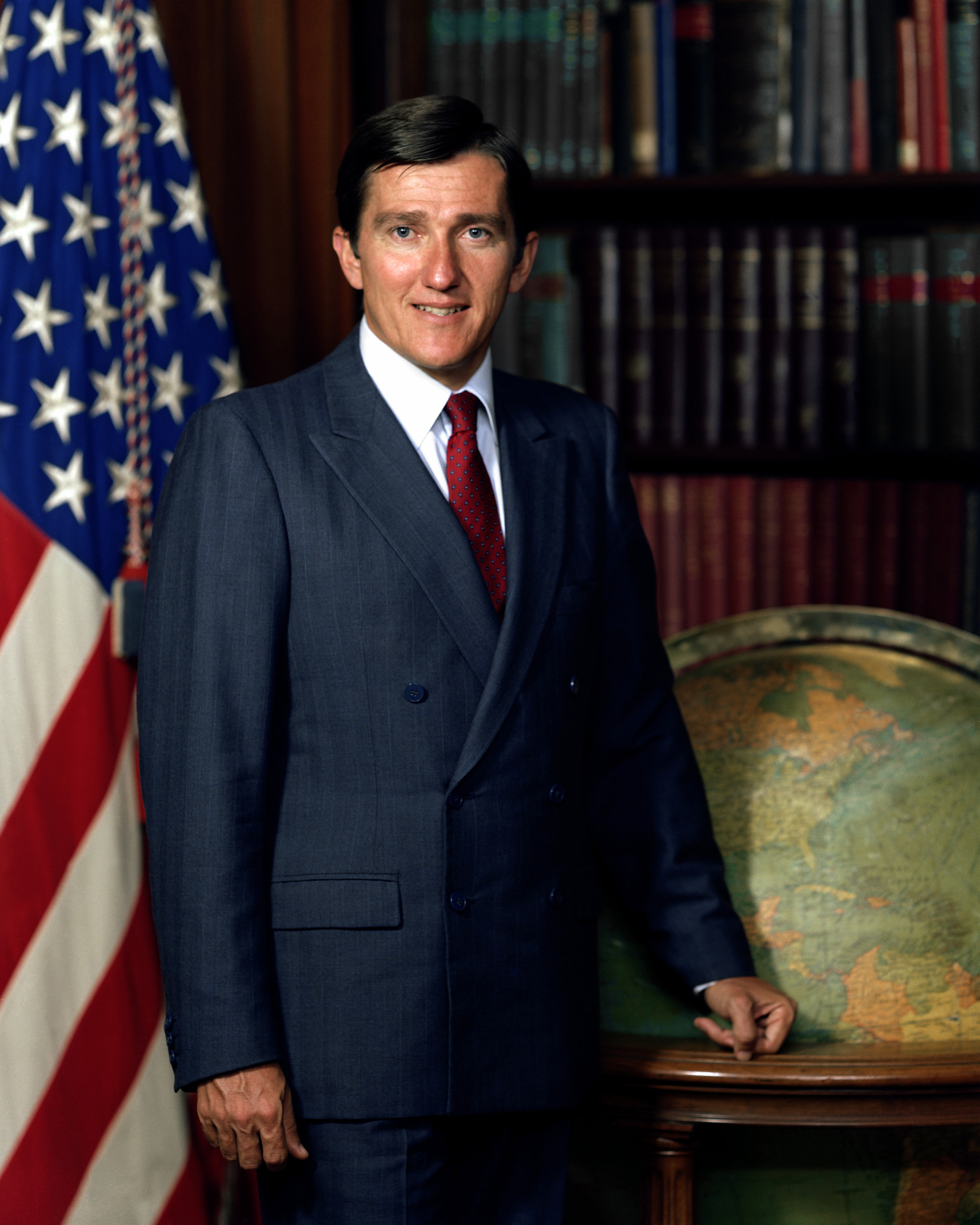
John F. Lehman als Marineminister, 1982

John F. Lehman, Jr. (* 14. September 1942 in Philadelphia, Pennsylvania) ist ein US-amerikanischer Investmentbanker und Autor. Zwischen 1981 und 1987 war er Marinestaatssekretär. Ab 2002 war er Mitglied der Untersuchungskommission zu den Anschlägen des 11. Septembers.

## Leben

### Ausbildung
In Philadelphia geboren, besuchte Lehman das La Salle College High School im nahe gelegenen Wyndmoor. Er studierte danach Internationale Beziehungen an der Saint Joseph’s University in Philadelphia und schloss 1964 mit Bachelor of Science ab. Den Bachelor of Arts und Master of Arts erhielt er am Gonville and Caius College an der University of Cambridge, 1974 erlangte er den Ph.D. an der University of Pennsylvania.

### Militärlaufbahn
In Cambridge schrieb sich Lehman für drei Jahre beim Air Force Reserve Command ein. 1968 verließ er die USAF und trat in die United States Navy ein. Dort wurde er bis in den Rang eines  Commanders befördert. Bereits 1969 wurde er von Henry Kissinger in seinen Stab beim Nationalen Sicherheitsrat berufen, in dem er bis 1974 arbeitete. Zwischenzeitlich arbeitete Lehman bei UBS und, von 1977 bis 1981 als Präsident der Abington Corporation. 1981 wurde er von Ronald Reagan ins Marineministerium berufen, das er bis 1987 leitete.
Er entwickelte mit der Marine der 600 Schiffe einen wichtigen Pfeiler der Aufrüstung der Navy. Die von ihm ersonnene „Lehman-Doktrin“ besagte, dass auf einen Angriff der Sowjetunion auf Westeuropa ein Angriff auf sowjetisches Gebiet im fernen Osten zu erfolgen habe. Die USA sollten die Verbindungen der Transsibirischen Eisenbahn kappen und sich westwärts bis Moskau kämpfen.
1982 war Lehman aktiv an dem erzwungenen Rückzug von Admiral Hyman Rickover beteiligt. Nachdem die Werft Electric Boat große Schwierigkeiten hatte, die U-Boote der Los-Angeles-Klasse zu fertigen, musste die Navy hohe Nachzahlungen tätigen, da sie zugleich Versicherer des Geschäfts war. Diesen von Lehman getätigten Vertragsteil griff Rickover scharf an. Nachdem bekannt wurde, dass Rickover Geschenke der Mutter von Electric Boat, General Electric, angenommen hatte, einem kleinen Zwischenfall mit dem U-Boot La Jolla (das Boot verlor die Steuerfähigkeit), über das Rickover die direkte Kontrolle hatte, sowie der Tatsache, dass dieser bereits 82 Jahre alt war, erzwang Lehman mit Rückendeckung von Reagan, die Pensionierung des „Vaters der Nuklearmarine“.

### Spätere Laufbahn
Lehman ist Vorsitzender der Private-Equity-Gesellschaft J.F. Lehman & Company, außerdem Mitglied mehrerer konservativer Denkfabriken in den USA, unter anderem so einflussreicher wie der Heritage Foundation und dem Project for the New American Century. 2002 wurde er in die 9/11-Untersuchungskommission berufen. Sein berühmtestes Zitat laut Notable Names Database ist: „Power corrupts. Absolute power is kind of neat.“

## Autor
Lehman hat mehrere Bücher über die US-Streitkräfte verfasst, darunter On Seas of Glory, eine Abhandlung über die Geschichte der US Navy, America the Vulnerable: Our Military Problems and How to Fix Them sowie seine Biografie, Command of the Seas.